# Nyababisha
Nyababisha är ett vattendrag i Burundi.   Det ligger i provinsen Kayanza, i den centrala delen av landet, 50 km nordost om huvudstaden Bujumbura.
Omgivningarna runt Nyababisha är en mosaik av jordbruksmark och naturlig växtlighet. Runt Nyababisha är det tätbefolkat, med 411 invånare per kvadratkilometer.